# 2005 en animation asiatique
Voir aussi: 2005 au cinéma - 2005 à la télévision
2004 en animation asiatique - 2005 en animation asiatique - 2006 en animation asiatique

## Festivals et conventions
- La Japan Expo 2005 est annulée.
- Du 27 au 28 mai : Epitanime 2005

## Récompenses
- Prix du film Mainichi 2004:
  - Prix Noburō Ōfuji : Mind Game
  - Grand prix de l'animation : La Tour au-delà des nuages

## Principales diffusions en France

### Films
- 12 janvier : Le Château ambulant
- 20 avril : Léo, Roi de la jungle
- 31 août : Appleseed

### Séries télévisées
- janvier : Ghost in the Shell: Stand Alone Complex
- 10 février : Fullmetal Alchemist
- 21 novembre : Get Backers

## Principales diffusions au Japon

### Films
- 29 janvier : Le Prince du tennis - Deux samuraïs: Le premier jeu
- 5 mars : One Piece : Le baron Omatsuri et l'île secrète
- 9 avril : Détective Conan : Stratégie en profondeur
- 16 juillet : Lucario et le mystère de Mew
- 23 juillet : Fullmetal Alchemist: Conqueror of Shamballa
- 6 août : La Légende de la pierre de Guelel
- 20 août : Tsubasa -RESERVoir CHRoNiCLE- ~ Torikago no kuni no himegimi ~
- 20 août : xxxHolic Le songe d’une nuit d’été
- 14 septembre : Final Fantasy VII: Advent Children
- 23 septembre : Ghost in the Shell: Stand Alone Complex - The Laughing Man
- 29 octobre : Mobile Suit Zeta Gundam : A New Translation II
- 17 décembre : Blackjack

### OVA
- 16 mars : Tenjō tenge: Ultimate Fight
- 20 juin : Ichigo 100% OAV 1
- 26 août : Akane Maniax
- 14 septembre : Last Order: Final Fantasy VII
- 9 décembre : I¨s Pure1
- 22 décembre : School rumble ichigakki hoshu
- 25 décembre : Mobile Suit Gundam SEED DESTINY : Final Episode: The Chosen Future

### Séries télévisées
- 5 janvier : Negima!
- 5 janvier : Starship operators
- 6 janvier : Ah! My Goddess
- 6 janvier : Air
- 8 janvier : Peach Girl
- 27 janvier : Girls Bravo (saison 2)
- 3 avril : MÄR
- 4 avril : La Loi d'Ueki
- 5 avril : Erementar gerad
- 5 avril : Sousei no Aquarion
- 6 avril : Eyeshield 21
- 6 avril : Ichigo 100%
- 7 avril : Futakoi alternative
- 7 avril : Speed Grapher
- 9 avril Tsubasa -RESERVoir CHRoNiCLE-
- 12 avril : Basilisk
- 15 avril : Hachimitsu to clover
- 17 avril : Eureka Seven
- 29 avril : Trinity Blood
- 29 juin : Kamichu!
- 1er juillet : Amaenaide yo!!
- 2 juillet : Da Capo (saison 2)
- 3 juillet : Pani poni dash!
- 7 juillet : Suzuka
- 8 juillet : Shuffle!
- 14 juillet : Fullmetal panic! the second raid
- 15 juillet : Ichigo Mashimaro
- 1er octobre : mahō shōjo Lyrical Nanoha A's
- 3 octobre : Angel Heart
- 4 octobre : Capeta
- 4 octobre : La Fille des enfers
- 5 octobre : shakugan no Shana
- 5 octobre : Aria the Animation
- 6 octobre : Black Cat
- 6 octobre : Mai-otome
- 8 octobre : Blood+
- 12 octobre : Noein
- 22 octobre : Mushishi
- 3 novembre : Karin
- 18 novembre : Ichigo 100% Special
- 17 décembre : Saint Seiya : Chapitre Hadès - Arc Inferno
- 29 décembre : Sōkyū no Fafner -RIGHT OF LEFT-